# Henri Meilhac
Henri Meilhac (23. února 1830, Paříž – 6. července 1897, Paříž) byl francouzským dramaturgem a operním libretistou.

## Životopis
Meilhac se narodil v 1. pařížském obvodu v roce 1830. Jako mladý začal psát smyšlené články pro pařížské noviny a comédies en vaudevilles, v živém bulvárním duchu, který ho uvedl do známosti. Kolem roku 1860 se setkal s Ludovicem Halévym a jejich spolupráce na jevišti trvala dvacet let.
Jejich nejznámější spoluprací je libreto Carmen Georgese Bizeta. Meilhacovo dílo je nejvíce spojeno s hudbou Jacquesa Offenbacha , pro nějž napsal více než tucet libret, většinou spolu s Halévym. Nejúspěšnější spolupráce s Offenbachem jsou Krásná Helena (1864), Modrovous (1866), Pařížský život (1866), Velkovévodkyně z Gerolsteinu (1867) a Perikola (1868). Také Froufrou (1869), opět s Halévym.
Mezi ostatní Meilhacova libreta patří Manon Julesa Masseneta s (Philippem Gillem) (1884), Hervého Mamzelle Nitouche (1883) a Rip, francouzská verze operety Roberta Planquetteho Rip Van Winkle (také s Gillem). Jejich hudební hra Le Réveillon byla základem operety Netopýr Johanna Strausse.
V roce 1888 byl zvolen do Francouzské akademie. Zemřel v roce 1897 v Paříží.

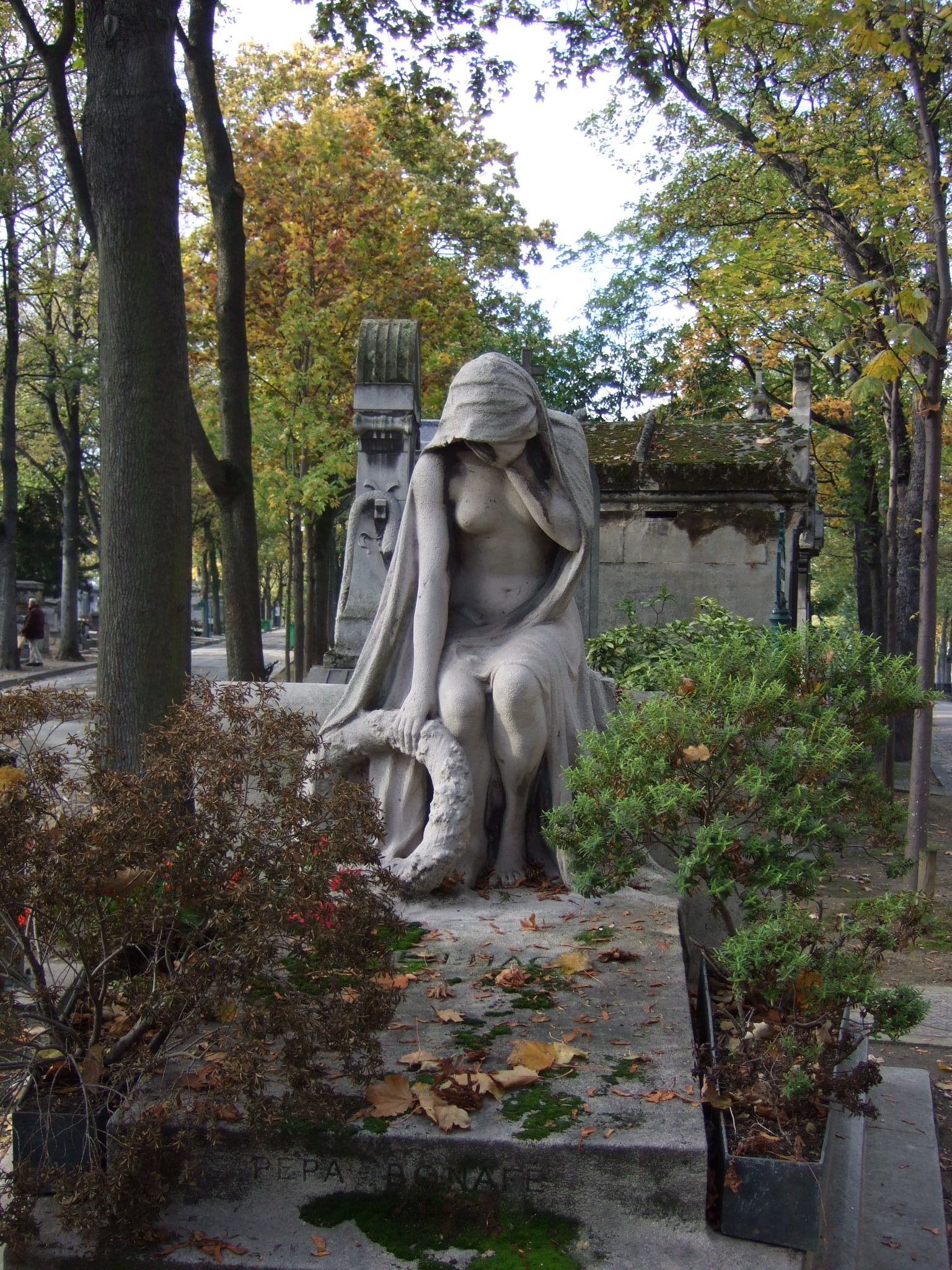
Meilhacův hrob na hřbitově Montmartre.